# Morten Thorsby
Morten Thorsby (Oslo, 1996. május 5. –) norvég válogatott labdarúgó, az olasz Genoa középpályása kölcsönben a német Union Berlin csapatától.

## Pályafutása

### Klubcsapatokban
Thorsby a norvég fővárosban, Osloban született. Az ifjúsági pályafutását a helyi Heming és Lyn csapatában kezdte, majd a Stabæk akadémiájánál folytatta.
2013-ban mutatkozott be a Stabæk másodosztályban szereplő felnőtt csapatában. A 2013-as szezonban feljutottak az első osztályba. 2014-ben a holland SC Heerenveenhez, míg 2019-ben az olasz Sampdoriához igazolt. 2022. július 19-én hároméves szerződést kötött a német első osztályban érdekelt Union Berlin együttesével. Először a 2022. augusztus 14-ei, Mainz ellen 0–0-ás döntetlennel zárult mérkőzés 70. percében, Haragucsi Genki cseréjeként lépett pályára. Első gólját 2022. augusztus 27-én, a Schalke 04 ellen idegenben 6–1-re megnyert találkozón szerezte meg. A 2023–24-es szezonban az olasz Genoa csapatánál szerepelt kölcsönben.

### A válogatottban
Thorsby az U16-ostól az U21-esig több korosztályú válogatottban is képviselte Norvégiát.
2017-ben debütált a felnőtt válogatottban. Először a 2017. november 11-ei, Macedónia ellen 2–0-ra elvesztett barátságos mérkőzés 69. percében, Martin Ødegaardot váltva lépett pályára.

## Statisztikák
2023. május 20. szerint
| Klub          | Szezon   | Osztály      | Bajnokság | Bajnokság | Kupa  | Kupa | Nemzetközi | Nemzetközi | Összesen | Összesen |
| Klub          | Szezon   | Osztály      | Meccs     | Gól       | Meccs | Gól  | Meccs      | Gól        | Meccs    | Gól      |
| ------------- | -------- | ------------ | --------- | --------- | ----- | ---- | ---------- | ---------- | -------- | -------- |
| Stabæk        | 2013     | Adeccoligaen | 4         | 0         | 0     | 0    | —          | —          | 4        | 0        |
| Stabæk        | 2014     | Tippeligaen  | 10        | 1         | 1     | 1    | —          | —          | 11       | 2        |
| Stabæk        | Összesen | Összesen     | 14        | 1         | 1     | 1    | 0          | 0          | 15       | 2        |
| SC Heerenveen | 2014–15  | Eredivisie   | 17        | 0         | 1     | 1    | —          | —          | 18       | 1        |
| SC Heerenveen | 2015–16  | Eredivisie   | 25        | 1         | 2     | 0    | —          | —          | 27       | 1        |
| SC Heerenveen | 2016–17  | Eredivisie   | 25        | 0         | 3     | 0    | —          | —          | 28       | 0        |
| SC Heerenveen | 2017–18  | Eredivisie   | 33        | 6         | 1     | 0    | —          | —          | 34       | 6        |
| SC Heerenveen | 2018–19  | Eredivisie   | 20        | 5         | 2     | 0    | —          | —          | 22       | 5        |
| SC Heerenveen | Összesen | Összesen     | 120       | 12        | 9     | 1    | 0          | 0          | 129      | 13       |
| Sampdoria     | 2019–20  | Serie A      | 24        | 1         | 1     | 0    | —          | —          | 25       | 1        |
| Sampdoria     | 2020–21  | Serie A      | 33        | 3         | 2     | 0    | —          | —          | 35       | 3        |
| Sampdoria     | 2021–22  | Serie A      | 35        | 3         | 3     | 1    | —          | —          | 38       | 4        |
| Sampdoria     | Összesen | Összesen     | 92        | 7         | 6     | 1    | 0          | 0          | 98       | 8        |
| Union Berlin  | 2022–23  | Bundesliga   | 24        | 1         | 2     | 0    | 8          | 0          | 34       | 1        |
| Összesen      | Összesen | Összesen     | 250       | 21        | 18    | 3    | 8          | 0          | 276      | 24       |

### A válogatottban
| Válogatott | Év       | Pályára lépés | Gól |
| ---------- | -------- | ------------- | --- |
| Norvégia   | 2017     | 1             | 0   |
| Norvégia   | 2020     | 2             | 0   |
| Norvégia   | 2021     | 9             | 0   |
| Norvégia   | 2022     | 5             | 0   |
| Összesen   | Összesen | 17            | 0   |

## Sikerei, díjai
Stabæk
- Adeccoligaen
  - Feljutó (1): 2013